# سوزان أرنولد
سوزان أرنولد (بالإنجليزية: Susan Arnold) هي مديرة أمريكية، ولدت في 1954 في بيتسبرغ في الولايات المتحدة.

## وصلات خارجية
- سوزان أرنولد على موقع إن إن دي بي (الإنجليزية)